# Arzberger (Unternehmen)
Arzberger ist ein österreichisches Unternehmen im Wallfahrtsort Mariazell, das seit 1871 besteht und in vierter Generation geführt wird. Es umfasst ein Kaufhaus und eine Likörmanufaktur. Bekannt ist Arzberger vor allem für die Erzeugung des Mariazeller Magenlikörs, der hinsichtlich der geografischen Angabe EU-weit geschützt ist.

## Geschichte
1871 gründete Cajetan Arzberger das Kaufhaus Caj. Arzberger als Greißlerei. Das Sortiment wurde schrittweise erweitert. 1883 begann Arzberger mit der Erzeugung des Magenlikörs. 1893 erfolgte der Umzug in eines der ältesten Gebäude Mariazells, in dem sich das Unternehmen heute noch befindet und das damals auch ein Fremdenheim beherbergte. Die Familie Arzberger führte das Fremdenheim neben dem Kaufhaus und der Likörmanufaktur noch bis 1946 weiter. 1994 übernahmen Walter Arzberger und seine Frau Gabi den Betrieb. Seit 3. Mai 2013 ist die Caj. Arzberger’s Nachfolger, Arzberger GmbH & Co. KG berechtigt, im geschäftlichen Verkehr das Landeswappen der Steiermark zu führen.

## Standort
Das Kaufhaus und die Likörmanufaktur befinden sich seit 1893 am Hauptplatz in Mariazell. Das Gebäude zählt zu den ältesten Häusern im Ort und entstand wahrscheinlich in der Zeit der Markterhebung Mariazells im 14. Jahrhundert. Der heutige Bau stammt aus dem 17. Jahrhundert. Das Portal aus rotem Marmor (1642) und eine Brunnenmuschel (1635) sind so wie einige historische Möbel aus dem 18. Jahrhundert noch erhalten.

## Produkte
Im Kaufhaus Caj. Arzberger werden Mode, Lebensmittel, Parfümerie-, Wasch- und Haushaltswaren angeboten. Die bekanntesten Produkte sind der Mariazeller Magenlikör (bitter und halbsüß) und der Mariazeller Kräuterbitter, die Arzberger in Eigenproduktion herstellt. Sie bestehen aus je 33 verschiedenen Heilkräutern und helfen bei Völlegefühl, Störungen im Verdauungstrakt, Appetitlosigkeit und verdorbenem Magen. Das Rezept für den Magenlikör stammt von Cajetan Arzberger aus 1883 und wurde bis heute nicht verändert. Weiters zum Sortiment zählen die Mariazeller Likörpralinen mit der Füllung aus Mariazeller Magenlikör, die in der Wiener Hofzuckerbäckerei Demel für Arzberger produziert werden.